# Libération (Angel)
Pour les articles homonymes, voir Libération.
Libération est le 14e épisode de la saison 4 de la série télévisée Angel.

## Résumé
Wesley a retrouvé Faith et celle-ci se remet de ses blessures. Alors qu'Angelus est dans un bar à démons, il entend la voix du maître de la Bête qui lui parle dans sa tête. Angelus se rend à l'hôtel Hyperion, passant le sort de protection contre les démons grâce à un charme, et s'empare de recherches sur la Bête et son maître après avoir menacé Fred. Fred essaie de neutraliser Angelus avec des fléchettes remplies de somnifère mais touche Lorne. Connor attaque Angelus mais le sort anti-démons se déclenche alors contre lui. Angelus prend la fuite à l'arrivée de Gunn, Faith et Wesley.
Faith et Wesley partent à la poursuite d'Angelus alors que Cordelia demande à Connor de garder le secret sur sa grossesse. Le maître de la Bête entre à nouveau en contact avec Angelus et le menace de lui rendre son âme s'il ne coopère pas. Faith et Wesley arrivent dans le bar à démons où Angelus était précédemment. Wesley cherche à faire ressurgir le mauvais côté de Faith afin que celle-ci puisse tenir tête à Angelus. Quand Lorne reprend conscience, il identifie le charme utilisé par Angelus et, grâce à ses indications, Faith et Wesley retrouvent Angelus. Wesley est rapidement mis hors de combat puis, dans le combat qui oppose Faith à Angelus, chacun des deux prend le dessus tour à tour mais Angelus finit par mordre Faith au cou.

## Statut particulier
Noel Murray, du site The A.V. Club, donne un avis mitigé sur cet épisode et celui qui le précède, estimant que « les poignants développements thématiques sont quelque peu affaiblis par une intrigue qui en fait trop et une importance excessive donnée à l'apitoiement des personnages sur eux-mêmes ». Mikelangelo Marinaro, du site Critically Touched, qui lui donne la note de C+, est lui aussi mitigé, évoquant d'un côté quelques « formidables moments de caractérisation des personnages », concernant notamment Faith et Wesley qui élèvent tous deux l'épisode au-dessus de la médiocrité, et d'un autre côté un Angelus très décevant, qui n'est que l'ombre du personnage effrayant qu'il était dans Buffy contre les vampires, et une Cordelia qui n'est qu'une « caricature de méchante de bande dessinée ».

## Distribution

### Acteurs crédités au générique
- David Boreanaz : Angel
- Charisma Carpenter : Cordelia Chase
- J. August Richards : Charles Gunn
- Amy Acker : Winifred « Fred » Burkle
- Vincent Kartheiser : Connor
- Alexis Denisof : Wesley Wyndam-Pryce

### Acteurs crédités en début d'épisode
- Christopher Neiman : le démon Froter
- Eliza Dushku : Faith Lehane